# Halocaridina rubra
Espèce
Halocaridina rubra, communément appelé en hawaïen : Opae-Ula et en français : Crevette rouge, est une espèce de crevettes marines de la famille des Atyidae.

## Habitat et répartition
Cette crevette est endémique de l'archipel d'Hawaï.